# Ciornîi Potik, Vînohradiv
Ciornîi Potik (în ucraineană Чорний Потік) este un sat în comuna Verboveț din raionul Vînohradiv, regiunea Transcarpatia, Ucraina.

## Demografie
Componența lingvistică a localității Ciornîi Potik
     Maghiară (95,25%)
     Ucraineană (3,45%)
     Alte limbi (0,65%)
Conform recensământului din 2001, majoritatea populației localității Ciornîi Potik era vorbitoare de maghiară (95,25%), existând în minoritate și vorbitori de ucraineană (3,45%).